# 3일간의 전쟁 (드라마)
《3일간의 전쟁》은 1997년 8월 15일에 방영된 KBS 1TV 8.15 광복절 특집 드라마다.

## 줄거리
만화가 서형진은 아내를 잃고 딸 봄비를 키우며 살고 있는데, 봄비는 말과 행동을 만화의 주인공처럼 하는 ‘만화에 중독된 아이’다. 형진은 새로운 만화출판사 편집부장으로 출근 준비를 하던 차에 일본 만화를 보고 있는 딸에게 일본 만화는 나쁜 거라며 보지 말라고 한다. 하지만 이유를 묻는 딸에게 제대로 답변을 못하고 괜한 말로 얼버무린다.
어느 날 형진은 짐을 챙기려온 전 편집장으로부터 출판사를 그만 둔 이유를 듣던 중 〈위대한 인물 시리즈〉의 거의 모든 부분이 일본 만화의 복사판임을 알고 경악한다.

## 등장 인물

### 주요 인물
- 박진성 : 서형진 역
- 정동환 : 만화사 대표 역
- 김선재

### 주변 인물
- 이혜숙
- 하유미 : 백신미 역 - 출판사 실장
- 박순천
- 조양자
- 권병길
- 주호성 : 김성수 역
- 양영준
- 김진만
- 서동수
- 이정윤 : 봄비 역 - 형진의 딸

### 그 외 인물
- 장인한 : 일계 조남기 선생 역
- 최상훈 : 조달수 역 - 전 편집장
- 이재훈
- 허장
- 허정규 : 이충식 역 - 편집부 직원
- 하다솜 : 박진희 역 - 편집부 직원
- 고세원
- 김진국
- 박철
- 박경철
- 유민주
- 방가훈
- 나빛나

## 제작진
| - 원작 : 이제하 - 극본 : 이란 - 조연출 : 김평중, 김상휘 - 연출 : 고영탁 - 촬영 : 최영수, 이학권 - 조명 : 우리라이팅 (조차현, 이명운, 김대식, 전문호, 박춘수, 정우석 - 동시녹음 : 대준, 전명규 - 편집감독 : 이석정 - 제작편집 : 김영관 - 더빙 : 이규승 - 컴퓨터그래픽 : 김태연, 김현성 - VCR편집 : 김향숙 - 작곡 : 김창완 - 편집 : 이태윤 - 음악 : 임효택 - 음향효과 : 김동찬, 박광훈, 정정일, 황우성, 신현파 - 특수영상 : 황정아 | - 미술 : KBS 아트비젼 - 미술감독 : 김득영 - 무대디자인 : 이일구 - 장치 : 오산근, 김무한 - 작화 : 김신의 - 소품 : 김성규, 이정훈 - 의상 : 김종남 - 분장 : 김유영, 김형곤 - 미용 : 김경미 - 보조출연 : 대준, M.T.M - 크레인 : 대원영상 - 특수효과 : 맨파워 - 행정 : 전은신 - 섭외 : 조병곤 - 기록 : 임성은 - 진행 : 유호준, 김문성 |